# Ville-d’Avray fehér házai
A Ville-d’Avray fehér házai Georges Seurat 1882-es festménye, amely a liverpooli nemzeti múzeum (National Museums Liverpool) gyűjteményének része.
A kép a Párizshoz közeli Ville-d’Avray fehér farmházait ábrázolja egy kukoricaföldön át nézve. A kompozíció jó lehetőséget kínált a művésznek, hogy a formákkal és a színekkel kísérletezzen. A kép leegyszerűsített formái kontrasztban állnak komplex színeivel. A jobb oldali bokor a zöld különböző árnyalataiból, valamint vörös, kék és narancs pöttyökből formálódik meg, kihasználva, hogy kiegészítő színek, élénkebb optikai hatást keltenek, amikor egymás mellé kerülnek. Ez a kísérletezés már előfutára a Georges Seurat által később tudományos alapossággal kidolgozott pointillizmusnak.